# Seika (Kyōto)
Seika (japanisch 精華町 Seika-chō) ist eine Stadt (-chō) im Landkreis (-gun) Sōraku der japanischen Präfektur (-fu) Kyōto. Sie liegt am linken Ufer des Kizugawa ganz im Süden Kyōtos an der Grenze zu Nara. Mit über 35.000 Einwohnern ist sie heute die größte kreisangehörige Gemeinde in Kyōto.

## Geschichte
Das Dorf Seika (精華村 Seika-mura) entstand 1951 durch den Zusammenschluss des durchgehend seit 1889 bestehenden Dorfes Yamadashō (山田荘村 Yamadashō-mura) mit dem 1931 gegründeten Dorf Kawanishi (川西村 Kawanishi-mura). 1971 wurde Seika zur Stadt.

## Verkehr
Parallel zum Fluss führen die Katamachi-Linie der JR Nishi-Nihon mit den Bahnhöfen Hōsono und Shimokoma und die Kyōto-Linie der Kintetsu mit den Bahnhöfen Komada, Shin-Hōsono und im Süden, wo die Kyōto-Linie auf das Stadtgebiet von Seika zurückkehrt, nachdem sich die beiden Bahnstrecken getrennt haben, Yamadagawa.
Die Keinawa-Autobahn der NEXCO Nishi-Nihon führt weiter westlich durch Seika, Anschlussstellen sind Seika-Shimokoma im Norden, Seika-Gakken und Yamadagawa an der Brücke über den linken Kizugawa-Zufluss Yamadagawa und der Grenze zur Stadt Kizugawa. Dort verläuft in Ost-West-Richtung die Nationalstraße 163. Im Osten am Kizugawa besteht mit der Hirakibashi (Hiraki-Brücke) ein Anschluss an die Nationalstraße 24 am rechten Ufer.

## Öffentliche Einrichtungen

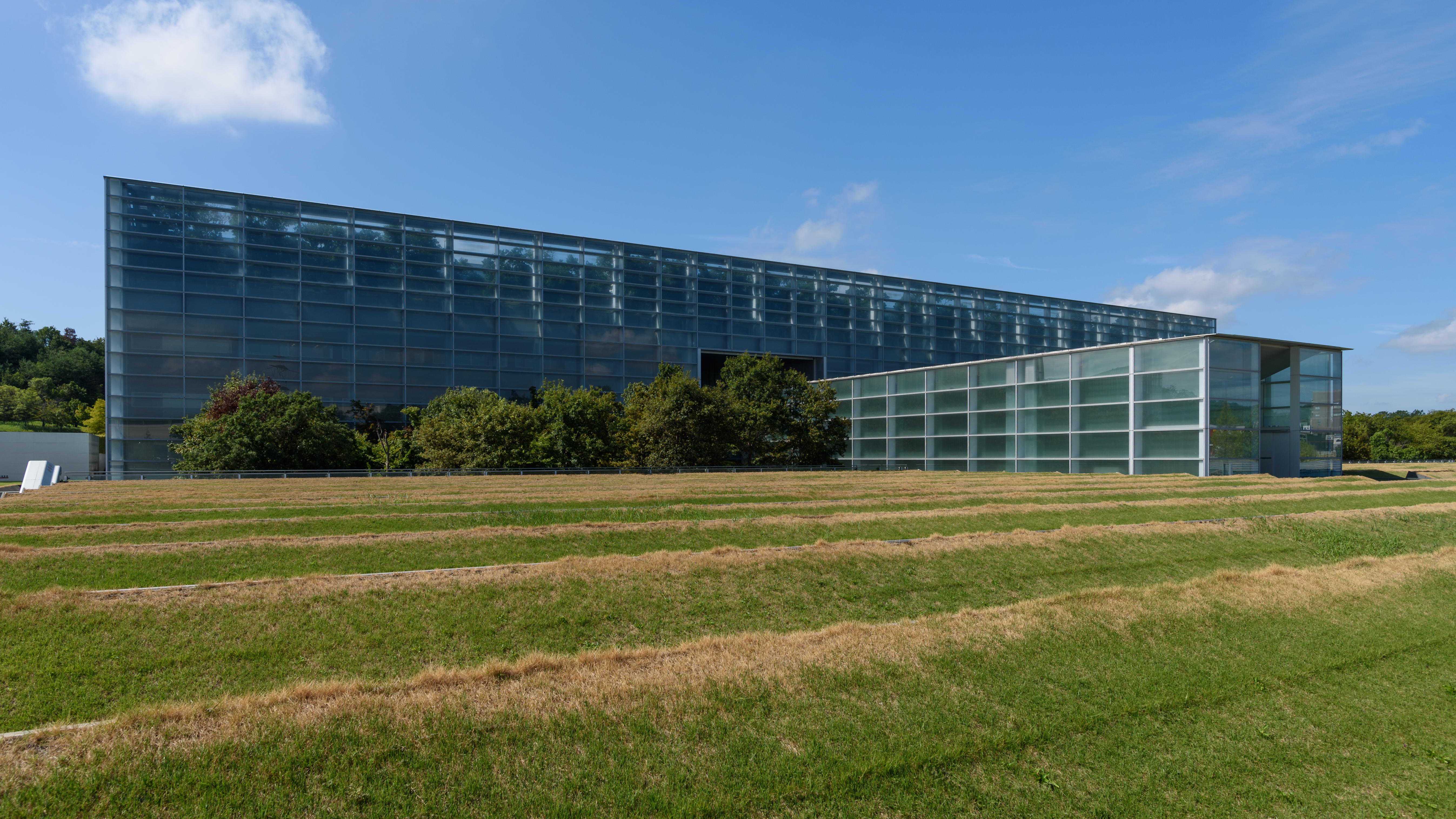
Kansai-kan der Nationalen Parlamentsbibliothek

Seika gehört zum Polizeirevier Kizugawa der Präfekturpolizei von Kyōto, auf dem Stadtgebiet liegen zwei kōban. Die Stadt unterhält eine eigene kommunale Feuerwehr.
In Seika gibt es mit der Kyōto-Kōgakkan-Oberschule eine private Oberschule, drei städtische Mittelschulen und fünf Grundschulen. Außerdem befindet sich hier seit 2011 ein Campus der Präfekturuniversität Kyōto.
Die Nationale Parlamentsbibliothek unterhält mit dem Kansai-kan (関西館) in Seika einen Zweitstandort. Er ist Teil der von der Nationalregierung entwickelten Kansai bunka gakujutsu kenkyū toshi („Kultur-, Wissenschafts- & Forschungsstadt Kansai“) im Dreipräfektureneck Osaka-Kyōto-Nara, nach der sinojapanischen Abkürzung der drei Namen (kei ist das kyō in Kyōto, han das saka in Ōsaka, na aus Nara) auch „Keihanna-Wissenschaftsstadt“ (けいはんな学研都市 Keihanna gakken-toshi) genannt. Ebenfalls Teil davon ist in Seika die Keihanna Plaza (けいはんなプラザ) um ein heute präfekturbetriebenes Veranstaltungszentrum (ehemals Sumitomo Hall), Labor- und Forschungsräume und ein privates Hotel.

## Angrenzende Gemeinden
Seika grenzt an vier kreisfreie Städte (-shi): im Norden an Kyōtanabe, im Osten an die Stadt Kizugawa, im Süden und Südwesten an die Präfektur (-ken) Nara mit den Städten Nara und Ikoma. Die anderen drei verbliebenen Gemeinden des Kreises Sōraku im Osten wurden mit der Gründung von Kizugawa-shi im frühen 21. Jahrhundert von Seika abgeschnitten.

## Städtepartnerschaft
Seika unterhält eine Partnerschaft mit Norman im US-Bundesstaat Oklahoma.